# Peter II. von Hazart
Peter (II.) von Hazart (frz. Pierre de Hazart, latein.: Pierre de Azart senescalcus Antiochiæ; † nach 1263) war Herr von Hazart (Aʿzāz) und Seneschall von Antiochia.
Am 1. Mai 1263 ist er als Unterzeichner in einer Urkunde über eine Streitschlichtung zwischen Fürst Bohemund VI. und dem Hospitaliterorden belegt.
Er war der Nachfolger und vermutlich der Sohn von Wilhelm von Hazart. Spätestens 1268 wurde seine Herrschaft endgültig von den Mamluken unter Sultan Baibars I. erobert und zerschlagen.